# Удальцов, Алексей Иванович
Алексей Иванович Удальцов — советский хозяйственный, государственный и политический деятель.

## Биография
Родился в 1909 году в Туле. Член ВКП(б) с 1930 года.
С 1925 года — на хозяйственной, общественной и политической работе. В 1925—1959 гг. — ученик в школе ФЗУ, вальцовщик на заводе «Серп и молот», в РККА, механик-водитель танковой части, участник национально-революционного движения в Испании, слушатель Академии им. Фрунзе, участник Великой Отечественной войны, начальник штаба 189-й танковой бригады, заместитель по строевой части командира 1202-го самоходно-артиллерийского полка 57-й армии, в РККА.
Избирался депутатом Верховного Совета СССР 1-го созыва.
В отставке — с 1946 года.
Умер в марте 1987 году в Москве.